# Allium asclepiadeum
Allium asclepiadeum — вид трав'янистих рослин родини амарилісові (Amaryllidaceae), ендемік південної Туреччини.

## Опис
Стебло 10–20 см. Листків 3–4, лінійно-ланцетні або ланцетні, шириною 7–20 мм, гнучкі, хвилеподібні, край мізерно зубчастий. Зонтик півсферичний, діаметром 3–4 см, багатоквітковий. Квітконіжки 1.5–2 см. Оцвітина зіркоподібна під час цвітіння; сегменти білуваті з блідою серединою, довгасті, ≈ 6 мм, злегка гострі. Коробочка 7 мм.

## Поширення
Ендемік південної Туреччини.
Населяє пагорби, гірську рослинність, на висотах 500–2150 м.